# 日向坂46とふしぎな図書室
『日向坂46とふしぎな図書室』（ひなたざかフォーティーシックスとふしぎなとしょしつ）は、2021年2月25日に株式会社ソニー・ミュージックソリューションズより配信されていた日向坂46が登場する戦略バトルRPGである。基本利用料無料。Android、iOSに対応。2024年12月18日にサービスを終了した。

## ゲーム内容
私立・日向坂学園に転校したという設定のプレイヤーが、壊れかけた本の世界を救う「ビブリアウォッチ」という使命をもらい、魔物に汚染された本を日向坂46のメンバーとともに取り戻すというのがコンセプト。

## 日向坂46メンバー
現メンバー
1期生：加藤史帆、佐々木久美、佐々木美玲、高瀬愛奈、東村芽依
2期生：金村美玖、河田陽菜、小坂菜緒、富田鈴花、丹生明里、濱岸ひより、松田好花
3期生：上村ひなの、髙橋未来虹、森本茉莉、山口陽世
4期生：石塚瑶季、小西夏菜実、清水理央、正源司陽子、竹内希来里、平尾帆夏、平岡海月、藤嶌果歩、宮地すみれ、山下葉留花、渡辺莉奈
卒業メンバー
潮紗理菜（1期生）、影山優佳（1期生）、齊藤京子（1期生）、高本彩花（1期生）、宮田愛萌（2期生）、渡邉美穂（2期生）、岸帆夏（4期生）

## 本作オリジナルキャラクター

### 主人公(プレイヤー)
私立・日向坂学園に転校してきたばかりの男子学生。学科は普通科。
日向坂のメンバー等、一部の人間にしか見えないとされている「不思議な図書室」への扉を視認することができ、そこに出入りすることもできる。「レリックペン」という筆を使うことにより、日向坂のメンバーを本の中に送り込むことができ、本の中に入ったメンバーとの意思疎通ができる。
転校してきた最初の日の放課後に学校内を見て回っていた時、図書館で慌てふためく小坂、齊藤と接触。何があったのか気になって後をつけていたが、図書館の3階の廊下で2人の姿が突如として見えなくなってしまったのを怪訝そうに思っていたが、廊下の突き当りに図書室への入り口となる扉を見つける。その向こうから聞こえた叫び声に反応して突発的に図書室に入り、そこで日向坂のメンバーたちと出会った。
日向坂のメンバーが本の世界に取り込まれてしまい、他のメンバーがどう対処すればいいのかわからなくなっている中で、グリモにレリックペンを扱うことのできる素質を見出され、本の中に入ることのできるメンバーたちと共に汚染された本とその物語を守る”ビブリアウォッチの指揮官"として、行動を共にする。
壊された物語を唯一記憶している人物でもあり、物語の中に入ったメンバーがそのことに関する記憶を一時的に失っていたり、その物語自体が失われていても、彼自身はしっかりと覚えている。
初めて物語が失われる場面を目の当たりにしたことの苦悩をメンバーに説き、改めて拒絶の意思を固めかけたメンバーを説得する。
しかし、メンバーが自分たちをそそのかしているのではないかとグリモに対する不信感を募らせてしまったことにより一部のメンバーが離れてしまい、ビブリアウォッチとしての活動に支障が出始める。一時的にバラバラとなったが、その後なんとか踏みとどまったメンバーと共に物語を再び守った矢先、突如として現れたレギオンの攻撃によってグリモがその命をメンバーを守るために散らしてしまう。
誤解がやっとのことで氷解し、仲間としてこれから共に進んでいくという決意をしたばかりの直後でグリモを失ってしまったショックと、同じく仲間を失ったショックでメンバーたちが散り散りとなる中、図書室で新たに汚染された本を見つけてしまい、どうすればいいか悩んでいたところで、河田、高瀬、美玲との話し合いの末、今後を探る意味合いもかねて、その汚染された本と向き合う。
管理人不在となった図書室でどうすればいいか右も左もわからなくなり、ビブリアウォッチとしての使命もここまでと考えていたが、その本を読み進めている途中でグリモの残したメッセージを見つける。そこに書かれていたのは、メッセージを読んでいる時点では自分がもういないこと、自分がいなくなったことで主人公の負担が増えてしまうことへの謝辞、いなくなってしまったことに関して誰にも悔やまないでほしいこと、これまで共に物語を守れたことに対する感謝、そして願わくばこれからも物語を守り続けて欲しいというグリモの願いであった。その手紙をメンバーにも見せ、改めて物語を守りたいという意を伝えるが、メンバーがどう考えているのかも考える必要性があるという理由で判断がおぼつかなくなっていること、ビブリアウォッチを続けることがグリモを死なせてしまうほどの強敵であるレギオンとの戦いをなおも続けることを意味するために、久美ならば絶対に止めているだろうということから、指揮官として判断が誤っているということ、そして指揮官であるにも関わらず怠慢としていてはいけないということを松田に叱責される。松田のそうした言葉にうろたえながらも一念発起する気概を見せ、離散してしまったメンバーの説得に単身奔走する。そうしたのは、彼女たちが決して一人一人だけではこの問題に対処することができないということ、そしてグリモが懸念していたメンバーの後悔に対する心配の気持ちからであった。
そうして全員が改めて集まった場で、日向坂と共に物語を救う活動にこれからも携わっていきたいこと、拒否された場合には自分だけになろうともその使命を貫くつもりであるということを告げる。物語の中に入ることができないのにどうやって物語を守るのかと問われると、たとえ物語が失われようとも、自分だけはその物語をしっかりと覚えているということを理由に、物語が失われていくのをメンバーを指揮する代わりに見届けるというものであった。これであれば「物語を覚えている人物が誰もいない」ということにはならないのでグリモから託された物語を守る使命は最低限ではあるが果たせている、という理屈であった。一部のメンバーが納得の面持ちを見せるなか、加藤からは自身でビブリアウォッチの責任を一挙に背負い込もうとしていることを看破される。
ブランクとの激闘の末、久美の思いに同調したメンバーと再びビブリアウォッチとしての使命を全うすること、メンバーのことを指揮官として必ず守るという決意を新たにする。
しかし、指揮官としての適性に欠けているということを新管理人に指摘され、結果的にシャーロック・ホームズの世界をロストテイルさせてしまったことから自分が指揮官に向いていないことを悟る。だが新管理人からその責任が取れるのかと問われ、適性がないと自覚したうえで自身がビブリアウォッチを率いることができる唯一の存在であること、そしてレギオンを止めることができるのもまた自分とメンバーにしかできないことであるということを考えて引き続き勤めを果たすように言われる。再びの挫折を味わいながらも、グリモの思いとメンバーの決意を曲げない姿に触発され、レギオンを倒す決意を固めた。
オズの魔法使いの異変を調査する過程で、日向坂の1期生メンバーが自分たちだけで問題の解決に当たっている状況において、1期生が互いに不満があるということを本の登場人物(に扮しているレギオン)にそそのかされ緊迫する様子、1期生だけでそれを背負い込むことに反対の弁を述べる後輩のメンバーたちを見て衝突の様相を呈していると感じ狼狽えるが、自分がメンバーに対する理解度が足りていないだけであると気づき持ち直す。

### グリモ
不思議な図書室の管理人を自称する、意志を持ち会話する本。
自己紹介の際、東村からまず名前を聞かれたが、無いと返答。名前が無くては困るということで小坂が提案したグリモワールを略した「グリモ」という名前を気に入り、以降そう呼ぶように求める。
図書室の管理人として、日向坂に汚染された本を守って欲しいという依頼を持ち掛け、物語が失われることに対する危機についても説くが、メンバーから自身の提供したメリットの割に危険が伴う可能性が高いこと、読書をする人が減っていると言ったことを理由に拒否されかける。しかし、物語自体が無くなるだけではなく、そこから生まれた思い出などもすべてが無くなってしまうということ、ビブリアウォッチという役割が誰にでもできることではないことを説明し、その言葉がメンバーの心に響いたことから快諾を得るに至る。
管理人としては非常にフランクであり、メンバーに異変が起こっていない本の世界に入ることの是非について聞かれた際にも、やや適当さが感じられるような返答ではあるが許可したり、主人公にちょっかいの意味で覆いかぶさったりするなど、行動を共にするものに対する接し方は非常に積極的である。ただし、人間ではないがゆえに、ズレた見識で物事を言ったりすることもある。(図書室の上に存在する、メンバーと主人公の集まりの場所に紫外線を入れない理由が、本が紫外線に弱い(紙が劣化する)からという理由である等)
異変に対する考え方は至極真面目で、怪しい様子の見えない本の中にも異変が起こっていた出来事の後でメンバーが再び正常な状態の本に入ろうとした際には慎重に調査を行うよう促していたり、自分でもよくわからないことに自分たちを巻き込んでいるのではないかと疑われたときには、いざというときには自分が何とかすると帳尻を合わせようとする態度を見せている。一方で本の中からメンバーが消えた様子を目の当たりにしても、文章の状況から本当に消えたわけではなく、別の場面に移っていっただけと淡々と述べるなど、冷静に判断する胆力も併せ持つ。
ビブリアウォッチの歴史やこれまでに起こったこと、異変の原因などを分析・判断する調査力や、対処法をアドバイスする能力などにも優れている。前者に関しては今まで経験したことのない異変が数々起こるので、過去に似た事案がないかと様々なことを調査しても手がかりが掴めないとこぼすが、そのことを調査することに対し主人公が協力を持ち掛けても、自分の仕事が奪われると判断して激高するなどしていることから、管理人としての自負が大きいことがうかがえる。後者に関してはロミオとジュリエットの異変の原因となっている魔物に対する対応にメンバーが躓いていた時に、その魔物の出所に向かうように指示し、撃退に成功したことからもわかる。
一方で、ビブリアウォッチを見つけて物語を守ってもらうという自身に課せられた使命感が強過ぎる故に、ここぞというタイミングで物事を行えると判断するや、その素質があるか見極める目的で本の世界にメンバーを有無言わさず引きこむようにしたとうっかり口を滑らせてしまったこともあり、メンバーから諸々のトラブルの元凶と看做される。挙句の果てにメンバーの素質を認めながらも、迷いがあったり怖気づいたりしていることに関して咎めるような言い方をしてしまったことにより、一度完全に見放されてしまう。
人に愛される本や物語は常に汚染される危険性にさらされ続けること、それを止めることができる限られた"素質ある者"こそがビブリアウォッチであること、それは偉業であり、自分がそれをしようと思ってもできないこと、素質ある者であるなら進んでその活動に取り組んでくれるはずであると考えていたが、実際には日向坂のメンバーにそれぞれの現実世界における使命があり、自身がそのことを勘定に入れていなかったことなどを詫びる。さらに、意図的な汚染というものが自身の想定外の出来事であり、自身の力ではそれに対抗できないということを告白。そのうえで改めて、メンバーへの協力を乞う。
再び日向坂の協力を取り付けたのも束の間、レギオンのマギステルとイルムが現れ、メンバーに再びの危機が迫る。イルムが使用した道具から放たれたエネルギーをその身を挺して受け止め、メンバーを守るとともにレギオンにその攻撃を跳ね返し2人も退散させるが、受けたエネルギーに自分のすべてを使い果たしたといい、軋轢を経ながらも自分を仲間と認めてくれたことに対する感謝、メンバーと主人公にビブリアウォッチとしての今後を託し、レギオンは物語の敵であることを告げて消滅する。
彼の死のショックに主人公もメンバーも意気消沈するが、自身が去ってしまった後に備え、新たに汚染された本が現れた場合に主人公の元に届く手紙をしたためていた。その手紙に綴られたメッセージに触発され、主人公と日向坂は再びビブリアウォッチとしての使命を成し遂げる決意を新たにすることになる。

### 新管理人
グリモの死からいくばくかの時が経過し、主人公とメンバーも以前の調子を取り戻す中で、突如として主人公とメンバーの前に姿を現した、グリモと瓜二つの外見をした本。グリモになかった機能として、レギオンの気配を物語の中に感じ取る能力を持つ。
初めて会った時はグリモが生きていたものであると勘違いした主人公とメンバーを驚かせるが、グリモとは何者なのかと聞き返し、以前の管理人は間違いなく亡くなっていること、自身はグリモではなく図書室の新管理人であるということを述べる。
グリモとは違い語り口は淡々としたもので、ビブリアウォッチのやることはひとつだけであるという考えの持ち主。グリモに似た姿であるとは言えどその名前で呼ばれることを不愉快であると憚らず言ったり、仲間として親身な態度を望もうともくどいと吐き捨てるなど、レギオンという対処すべき明確な敵の存在がいるという事情を差し引いて考えても主人公とメンバーへの態度はドライであり、管理人の権利を振りかざすようにも聞こえる言い方は威圧的ですらある。しかし話す言葉はビブリアウォッチという観点から見た場合にいずれも倫理的なことばかりであり、管理人としての役割ははっきりと果たしていることも事実である。異変を調査する過程で物語の人物にその世界と関係のない余計な情報を教えないようにと言った発言からは慎重な考えの持ち主であることがうかがえる一方、手掛かりがない状態で物語の登場人物が異変の調査に協力すると言った状況になった場合にはそれも一理あるとして情報を教えることを許可するなど、融通が利かないというわけでもない。
レギオンへの対処がまずは最優先事項であるとし、自らに備わるレギオンを察知する能力から、シャーロック・ホームズの物語にレギオンがいるはずと推定。速やかに排除するようにと指示する。その過程で、本に入っていったメンバーにほぼ全ての活動を任せているということ、本の世界の人物の行動にも自分の意見を出さずレギオンを半ば野ざらしにしている状況から自分で意思決定ができない主人公を指揮官としての適性に欠けていると指摘する。
前述の物語の世界の住人にビブリアウォッチとレギオンの存在を語ってはいけない理由として、物語ごとに独立した個々の世界があること、主人公とメンバーがいる世界がその個々の世界が無数に存在する次元であること、そして「ナラティブフィールド」と呼ばれる物語を包括するさらに別の次元があるということに触れ、ビブリアウォッチがそれらの世界を行き来することができる特異な存在であるが故であったことを説明。また、レギオンもビブリアウォッチと同様に物語世界を行き来することができる存在であること、そのような存在がこれまでにビブリアウォッチ以外ではありえなかったこと、彼らの出自も何もかもが不明であることも明かす。
レギオンの気配は感じ取れるがそれだけでは根本的な解決には至らないということ、ティル＝ネスとの戦いの結果得たレギオンの主目的が汚染だけではないらしいということ、闇アニマなる新たな情報にメンバーが思案を巡らせる中、調べたいことができたので留守にすると言い残し姿を消してしまう。

### レギオン
本の世界に意図的な汚染を派生させ。物語を破壊(ロストテイル)させることを目的に活動する集団。

#### マギステル
「レギオンを束ねる者」を名乗るレギオンの首領。
日向坂と最初に接触した可能性があるレギオン(アーサー王物語・上巻の時点では、「ちょっと顔色の悪いお兄さん」と外見について言及があるのみで、再びはっきりと姿を現して登場する際の詳細はぼかされた感じになっている)。
ビブリアウォッチをつまらぬ言い伝えと考えており、愛と言った人間の正の感情も空虚で虚しいことという考えをもつ。

#### リスメア
走れメロスの物語の終わりに初登場した、レギオンの幹部的存在。
異変を直すビブリアウォッチを毛嫌いしており、接触して間もなく「殺すに決まっている」と述べて唐突に剣を取り出す、それを止めようと割って入ったメロスを躊躇なく殺害するなど残忍な性格をしている。
そののち古事記の世界に再び現れ、今度こそビブリアウォッチを仕留めると意気込みながら、ブランクを刺客として差し向ける。しかしブランクが日向坂を手強い相手と見て興味を失い敵前逃亡。日向坂から一戦交えると意気込まれるが、ブランクに後始末をさせると言い残し撤退した。

#### イルム
レギオンの参謀格に相当する立場の2足で立つ黒い猫。
リスメア同様にビブリアウォッチを毛嫌いし、新作を試すと称して物語を破壊すると思われる効果を発する何らかの道具を使い、メンバーを消し去ろうとするなど、彼女に負けず劣らずの性格。自身の発明には絶対の自信があり天才中の天才など自画自賛を繰り返す発言を辞さないなど極度のナルシストでもある。
グリモに新作のエネルギーを跳ね返され一旦撤退したのち、シャーロック・ホームズの世界に再び現れ、「グレイシード」なる魔物を発生させる道具を使って、ロンドンを混乱の渦に巻き込んでいた。自身の発明をけなされた怒りから、ホームズを別のグレイシードの力で魔物に変貌させる。その後、ホームズのパートナーであるワトソンを殺害し、ホームズの世界をロストテイルさせ撤退していった。

#### ブランク
リスメアから「破壊の申し子」と呼ばれる、エイリアンのような頭部が特徴の人型の怪物。
その二つ名の通り、破壊と殺戮を何よりもの信条・快感としている。話す言葉は片言であり、知能は高くないが、マギステルが喜ぶにはどうしたら良いかとリスメアに聞いていることから、それなりに服従の意思もある模様。
その破壊衝動は自身よりも弱いものを蹂躙することによってのみ満たされるようで、戦う中で手ごわい相手と判断した相手に対しては興味を失って突如として消え去っている。

#### ティル＝ネス
オズの魔法使いの世界に現れた、レギオンの青年。
自身をドロシーや木こりの姿に擬態させ、メンバー並びに物語世界の登場人物を混乱させる等、物語の人物関係に疑惑をもたらして闇に落とし込む、疑念を抱かせることを楽しむなど愉快犯的な行動に快感を覚える性格をしている。
飄々としており言動もどこか掴みどころのないものがあるが、死ぬほど苦しむ顔が見たいと言うなど、欲するものは彼もまたレギオンのひとりであることがはっきりと読み取れるものとなっている。
激闘の末に自身が満足したということで、質問に答える機会をメンバーに与えたが、汚染に関することを聞かれても抽象的な事だけに留めるなど、そう答えることがまた彼自身の欲求を満たしていると感じられるような返答をして去っていく。このやり取りの中で彼が残した「闇アニマ」なる言葉が、その後の物語のキーポイントとなっていく。

## 評価
2021年2月23日時点で、事前登録者数が25万人を突破した。

## 関連番組
- 日向坂46の「ひ」(2021年8月1日 -  、提供)
- ひな図書 新学期キャンペーン記念特別番組「花咲く季節の生配信」（2021年4月17日、YouTube）- 丹生明里・山口陽世[4]。